# Niccolò III. d'Este
Niccolò III. d'Este (9. listopadu 1383, Ferrara – 26. prosince 1441) byl kondotiérem a od roku 1393 markýzem z Ferrary.

## Život
Narodil se ve Ferraře jako syn Alberta d'Este a jeho druhé manželky Isotty Albaresani. Vládu nad městem zdědil v roce 1393, když mu bylo deset let. Jako nezletilý byl veden regentskou radou podporovanou Benátskou republikou, Florencií a Bolognou.
V roce 1395 byla vojska regentské rady napadena v bitvě u Portomaggiore Niccolovým příbuzným Azzem X. d'Este, potomkem Obizza II. d'Este, který napadl Niccolovo právo vládnout ve Ferraře kvůli jeho nelegitimnímu narození, přestože jej otec legitimizoval. Azzovy žoldnéřské síly však byly v bitvě poraženy a sám Azzo se dostal do zajetí a následně byl uvězněn Astorrem I. Manfredim velitelem sil regentské rady, čímž byla odstraněna hrozba pro Niccolovu vládu.
V roce 1397 se oženil s Gigliolou da Carrara, dcerou Francesca Novella da Carrara, pána Padovy.
V roce 1403 se připojil k lize zformované proti milánskému vévodovi Gianovi Maria Viscontimu, který byl papežem Bonifácem IX. jmenován generálním kapitánem papežské armády. V roce 1405 postoupil rodové pozemky předků poblíž Este Benátkám.
V roce 1410 mu bojový mistr Fiore dei Liberi věnoval své pojednání Fior di Battaglia. V roce 1413 podnikl pouť do Svaté země. V roce 1416 ovdověl a v roce 1418 se znovu oženil s Parisinou Malatestou, dcerou Andrea Malatesty. O dva roky později, v obavě z ambicí Filippa Maria Viscontiho, mu postoupil majetek Parmy.
V roce 1425 nechal Niccolò popravit na základě obvinění z cizoložství jak svou manželku Parisinu, tak i svého nemanželského syna Uga, a nařídil, aby všechny ženy v jeho doménách, které byly shledány vinnými z cizoložství, byly usmrceny. Tento příkaz však musel zrušit, když zjistil, že by se Ferrara vylidnila. V témže roce byl opět vrchním velitelem protiviscontiovské ligy. V roce 1429 byl jeho nemanželský syn jmenován jeho dědicem.
Role Niccola jako prestižního vůdce v Itálii byla potvrzena, když bylo jeho město v roce 1438 vybráno za sídlo koncilu.

## Manželství a potomci
Niccoló měl potomky s nejméně jedenácti různými ženami.
Poprvé se oženil v červnu 1397 s Gigliolou da Carrara, dcerou Francesca Novella da Carrara, pána Padovy. Spolu žádné děti neměli.
V roce 1418 se podruhé oženil s Parisinou Malatestou, dcerou Andrea Malatesty. 21. května 1425 ji dal za údajný poměr s jeho nemanželským synem Ugem popravit. Měl s ní tři děti:
- Ginevra d'Este (24. března 1419 – 12. října 1440), ⚭ 1434 Sigismondo Pandolfo Malatesta (19. června 1417 – 9. října 1468)
- Luzia d'Este (24. března 1419 – 28. června 1437), ⚭ Carlo Gonzaga
- Albert Karel d'Este (*/† 1421)

Potřetí se oženil v roce 1429 oženil s Ricciardou ze Saluzza, dcerou markraběte Tomáše III. ze Saluzza. S ní měl dva syny:
- Herkules I. d'Este (26. října 1431 – 15. června 1505), markrabě ferrarský, vévoda modenský a reggiánský, ⚭ 1473 Eleonora Neapolská (22. června 1450 – 11. listopadu 1493)
- Zikmund d'Este (31. srpna 1433 – 1. dubna 1507)

Niccoló měl také několik nemanželských dětí:
- Ugo d'Este (1405–1425)
- Meliaduse d'Este (1406–1452)
- Leonello d'Este (21. září 1407 – 1. října 1450), markýz z Ferrary, vévoda z Modeny a Reggia,
⚭ 1435 Margherita Gonzaga (1418–1439)
⚭ 1444 Marie Aragonská (1525–1449)
- Borso d'Este (1413–1471)
- Albert d'Este (1415–1502)
- Isotta d'Este (1425–1456)
- Beatrix d'Este (1427–1497)
- Rinaldo d'Este (1435)
- Blanka Marie d'Este (18. prosince 1440 – 12. ledna 1506)
- Gurone d'Este (?–1484)
- Kamila d'Este